# Красноярське (Поспєлихинський район)
Красноя́рське (рос. Красноярское) — село у складі Поспєлихинського району Алтайського краю, Росія. Адміністративний центр Красноярської сільської ради.

## Населення
Населення — 866 осіб (2010; 1042 у 2002).
Національний склад (станом на 2002 рік):
- росіяни — 91 %